# اختلال وسواس خرید

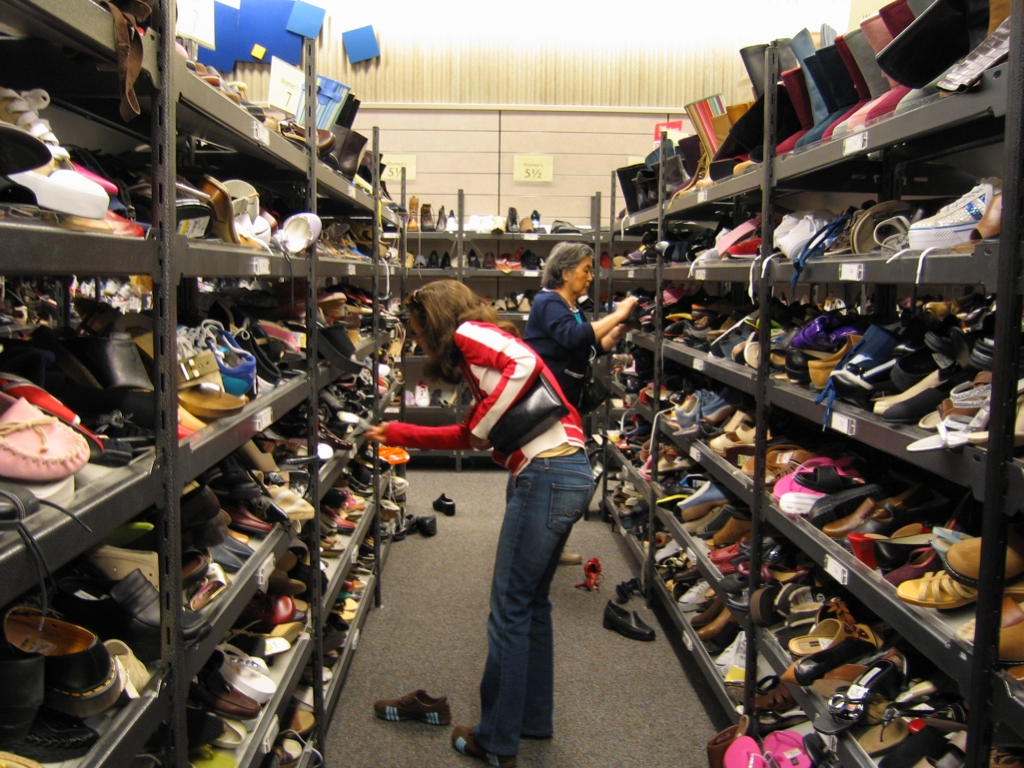
افراد مبتلا به اختلال خرید اجباری در مواجهه با تنش، بصورت غیر قابل کنترل خرید می‌کنند

اختلال خرید اجباری (به انگلیسی:"Compulsive buying disorder" یا "Oniomania" یا "Shopaholism") نوعی اختلال است که مشخصهٔ آن وسواس در رفتار خرید است که نتایج منفی‌ای در پی دارد. این اختلال با احساس نیاز شدید و غیرقابل کنترل به خرید تجربه می‌شود. فرد مبتلا به این اختلال در مواجهه با احساسات گوناگون مانند استرس، یا نگرانی تمایل بالایی به خرید غیرضروری پیدا می‌کند. بیمار با خرید، کاهش تنش و کاهش اضطراب پیدا می‌کند ولی پس از خرید احساس ندامت و پشیمانی می‌کند.
برآوردها نشان می‌دهد این اختلال در یک تا شش درصد افراد جامعه وجود دارد و بیشتر زن‌ها به آن دچار می‌شوند. این بیماری از سن هجده سالگی شروع به خودنمایی می‌کند. از آنجا که بیشترین مبتلایان، زن هستند، به خرید لباس و وسایل تزیینی علاقه زیادی دارند.

## علایم و نشانه‌ها
برای تشخیص این بیماری از سه نشانهٔ اصلی استفاده می‌شود:
1. مشغولیت بیش از اندازه به خرید
2. پریشانی و آشفتگی به دنبال خرید اجباری
3. وسواس خرید به دوره‌های افراط و تفریط محدود نشود[۲]

## درمان‌ها
تحقیقات انجام شده نشان می‌دهد بهترین درمان ممکن برای اختلال وسواس خرید از راه درمان شناختی-رفتاری است. این تحقیقات پیشنهاد می‌کند برای شروع درمان ابتدا اختلالات همزمان بیمار -برای مثال افسردگی- یافت شود. سپس به کمک دارودرمانی مناسب با این اختلالت مقابله شود. بررسی‌ها ثابت کردند بیمارانی که به مدت ۱۰هفته درمان شناختی-رفتاری فوق را دریافت کردند با بهبود رفتار خرید همراه شدند و در آینده وقت کمتری را به خرید وسواسی اختصاص دادند.
تحقیقات جدیدی نیز روشهای گروهی را برای درمان اینگونه اختلال پیشنهاد می‌کند.